# Галатея (спутник)

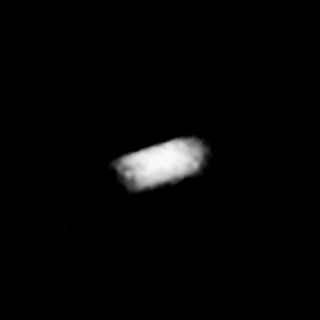

Галатея (др.-греч. Γαλατεία) — внутренний спутник планеты Нептун.
Названа по имени одной из нереид из греческой мифологии.
Также обозначается как Нептун VI.

## История открытия
Галатея была открыта в конце июля 1989 года по снимкам, сделанным аппаратом «Вояджер-2».
Об открытии было объявлено 2 августа 1989 года, а текст сообщает о 10 изображениях, полученных в течение 5 дней, таким образом, открытие состоялось незадолго до 28 июля.
Спутник получил временное обозначение S/1989 N 4.
Собственное название было дано 16 сентября 1991 года.

## Характеристики
Галатея имеет неправильную (несферическую) форму. Никаких следов геологической активности не обнаружено. Вероятно, Галатея, как и другие спутники на орбитах ниже Тритона, сформировалась из обломков ранее существовавших спутников Нептуна, разрушившихся в результате столкновений, вызванных возмущениями от Тритона после его захвата Нептуном на первоначальную высокоэксцентрическую орбиту.
Галатея обращается ниже синхронной околонептуновой орбиты, вследствие чего орбита этого спутника постепенно снижается из-за воздействия приливных сил.
Со временем она может быть поглощена Нептуном или разрушиться из-за приливного растяжения и образовать кольцо при достижении предела Роша.
По-видимому, Галатея является спутником-пастухом на внутреннем крае кольца Адамса, располагающегося в 1000 км от её орбиты.
Орбитальный резонанс 42:43 с Галатеей считается наиболее вероятной причиной уникальной формы этого кольца в виде выпуклых дуг.
Оценка массы Галатеи выполнена на основе радиальных возмущений, оказываемых ею на кольцо.